# 但馬牛まつり
但馬牛まつり （たじまうしまつり）は兵庫県立但馬牧場公園（兵庫県美方郡新温泉町）で毎年9月の第4日曜日に開催される但馬牛の祭典。

## 概要
高級和牛として知られる但馬地方の特産品である「但馬牛」を広くPRするとともに、郷土の伝統文化を後世に伝えるとともに地域の活性化を図る事を目的としている。
ふるさと芸能発表として新温泉町の県無形民俗文化財である「丹土はねそ踊り」、「海上傘踊り」や、「春来竹太鼓」などの伝統文化の披露を行う。パレード会場では、牛のファッションショーや、但馬牛の造形物パレード、かつて但馬で行われていた牛車を使った花嫁行列を再現するなど、但馬牛にちなんだパレードを中心に実施される。
地元団体が行う販売コーナーでは、ミニステーキや牛串焼きなどの但馬牛を使用した様々な料理が振舞われる。表彰式と餅まき大会で祭りを締めくくる。

## 主な行事
- 但馬杜氏組合および酒づくり唄保存会による「酒づくり唄」
- 新温泉町の県無形民俗文化財
  - 丹土はねそ踊り
  - 海上傘踊り
  - 春来竹太鼓
- 但馬牛の絵展
- 丹土はねそ踊り
- 子ども神輿
- 牛声のコンテスト
- 牛車を使った花嫁行列

## 主催
- 但馬“牛まつり”実行委員会（新温泉町役場温泉総合支所）

## 所在地・交通アクセス
- 兵庫県立但馬牧場公園

兵庫県美方郡新温泉町丹土1033